# Roy E. Lindquist

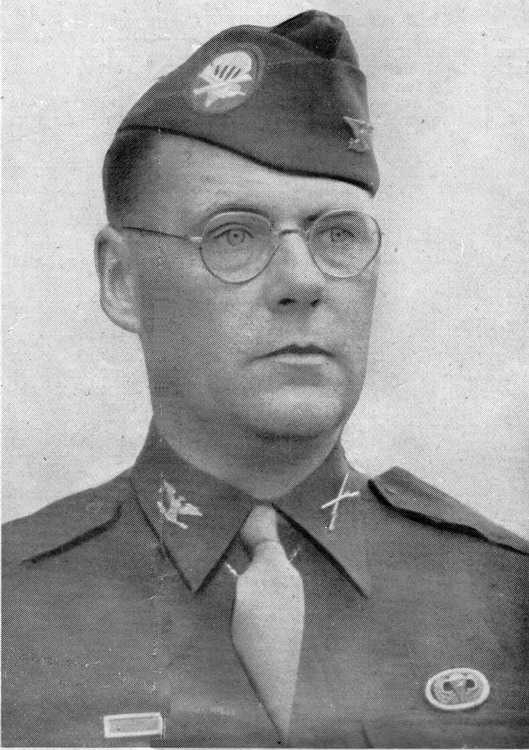
Roy E. Lindquist

Roy Ernest Lindquist (* 18. Februar 1907 in West Newton,  Middlesex County, Massachusetts; † 19. November 1986 in Saint Petersburg, Pinellas County, Florida) war ein Generalmajor der United States Army. Er war unter anderem Kommandeur der 3. Infanteriedivision.
In den Jahren 1926 bis 1930 durchlief Roy Lindquist die United States Military Academy in West Point. Nach seiner Graduation wurde er als Leutnant der Infanterie zugeteilt. In der Armee durchlief er anschließend alle Offiziersränge vom Leutnant bis zum Zwei-Sterne-General.
Im Lauf seiner militärischen Karriere absolvierte Lindquist verschiedene Kurse und Schulungen. Dazu gehörten unter anderem der Infantry School Company Officers' Course, das Armed Forces Staff College, das Command and General Staff College und das National War College.
In seinen jüngeren Jahren absolvierte er den für Offiziere in den niederen Rangstufen üblichen Dienst in verschiedenen Einheiten und Standorten. Im Jahr 1939 war er Stabsoffizier beim 29. Infanterieregiment in Fort Benning, dem heutigen Fort Moore, in Georgia. Im Jahr 1940 wurde er zum Stab des damals neuaufgestellten 501st Parachute Battalion (Fallschirmspringer-Bataillon) versetzt.
Während des Zweiten Weltkriegs und danach kommandierte er zwischen 1942 und Anfang 1946 das 508. Fallschirmspringerregiment (508th Parachute Infantry Regiment), das einer Brigade der 82. Luftlandedivision unterstand. Dabei war er auf dem europäischen Kriegsschauplatz eingesetzt. Er nahm an der Landung der Alliierten in der Normandie, der Operation Market Garden in den Niederlanden und an der Abwehr der deutschen Ardennenoffensive teil. Danach setze seine Einheit zusammen mit anderen Verbänden den Vormarsch nach Deutschland fort.
Nach seiner Heimkehr aus Europa gehörte Lindquist dem Stab der Infantry School in Fort Benning (heute Fort Moore) an. Danach war er von 1948 bis 1950 während des Griechischen Bürgerkriegs Stabsoffizier der dort aktiven Joint Military Assistance Group. Daran schloss sich sein Studium am National War College an, das er im Jahr 1951 beendete. Anschließend war er bis 1953 Stabsoffizier in der Abteilung G3 (Operationen) bei den Army Field Forces.
Im Jahr 1953 erreichte Lindquist mit seiner Beförderung zum Brigadegeneral die Generalsränge. In der Folge wurde er mit dem Kommando über das 187. Infanterieregiment betraut, das aus mehreren Luftlandeeinheiten bestand und eigentlich, trotz des Namens, eine Brigade darstellte. Mit dieser Einheit war er in Südkorea stationiert. Anschließend wurde er Stabsoffizier beim in Japan stationierten IX. Korps. Dort verblieb er bis zum Jahr 1956.
Im März 1957 übernahm Roy Lindquist das Kommando über die 3. Infanteriedivision, das er bis zum August 1958 innehatte. Die Einheit war vorübergehend in Fort Benning stationiert. Ab 1958 begann ihre Verlegung nach Deutschland. Nach dem Ende seiner Zeit als Divisionskommandeur wurde Lindquist Leiter der militärischen Beratergruppe des Irans (Chief, Army Mission Military Assistance Advisory Group Iran). Diesen Posten bekleidete er bis zum Jahr 1960. Anschließend schied er aus dem aktiven Militärdienst aus.
Roy Lindquist starb am 13. November 1986 in Saint Petersburg in Florida und wurde auf dem Friedhof der Militärakademie in West Point beigesetzt.

## Orden und Auszeichnungen
Roy Lindquist erhielt im Lauf seiner militärischen Laufbahn unter anderem folgende Auszeichnungen:
Army Distinguished Service Medal
- Silver Star
- Legion of Merit
- Bronze Star Medal
- Purple Heart
- American Defense Service Medal
- European-African-Middle Eastern Campaign Medal
- American Campaign Medal
- World War II Victory Medal
- Army of Occupation Medal
- National Defense Service Medal
- Presidential Unit Citation
- Bronzener Löwe (Niederlande)
- Kriegskreuz (Frankreich)
- Phönix-Orden (Griechenland)